# The Early Years (Deep Purple)
The Early Years è un album di raccolta del gruppo rock britannico Deep Purple, pubblicato nel 2004 e contenente registrazioni del periodo 1968-1969.

## Tracce
1. And the Address (remix) (Ritchie Blackmore, Jon Lord) – 4:33
2. Hush (monitor mix) (Joe South) – 4:11
3. Mandrake Root (Blackmore, Rod Evans, Lord) – 6:09
4. I'm So Glad (remix) (Skip James) – 6:19
5. Hey Joe (remix) (Billy Roberts) – 7:13
6. Kentucky Woman (alternate take) (Neil Diamond) – 5:30
7. Listen, Learn, Read On (Blackmore, Evans, Lord, Ian Paice) – 4:01
8. Shield (Blackmore, Evans, Lord) – 6:03
9. Wring That Neck (BBC session) (Blackmore, Lord, Nick Simper, Paice) – 4:40
10. Anthem (Evans, Lord) – 6:28
11. The Bird Has Flown (Evans, Blackmore, Lord) – 5:32
12. Blind (remix) (Lord) – 5:28
13. Why Didn't Rosemary? (Blackmore, Lord, Evans, Simper, Paice) – 5:01
14. Lalena (instrumental version) (Donovan) – 5:09

## Formazione
- Rod Evans - voce
- Ritchie Blackmore - chitarra
- Jon Lord - organo, tastiera, cori
- Nick Simper - basso, cori
- Ian Paice - batteria